# Nghi Liên
Nghi Liên là một xã thuộc thành phố Vinh, tỉnh Nghệ An, Việt Nam.
Xã Nghi Liên có diện tích 3,35 km², dân số năm 1999 là 7.386 người, mật độ dân số đạt 2.205 người/km².